# Białebłota (gromada)
Białebłota – dawna gromada, czyli najmniejsza jednostka podziału terytorialnego Polskiej Rzeczypospolitej Ludowej w latach 1954–1972.
Gromady, z gromadzkimi radami narodowymi (GRN) jako organami władzy najniższego stopnia na wsi, funkcjonowały od reformy reorganizującej administrację wiejską przeprowadzonej jesienią 1954 do momentu ich zniesienia z dniem 1 stycznia 1973, tym samym wypierając organizację gminną w latach 1954–1972.
Gromadę Białebłota z siedzibą GRN w Białychbłotach (obecna pisownia Białe Błota) utworzono – jako jedną z 8759 gromad na obszarze Polski – w powiecie bydgoskim w woj. bydgoskim, na mocy uchwały nr 24/3 WRN w Bydgoszczy z dnia 5 października 1954. W skład jednostki weszły obszary dotychczasowych gromad Białebłota, Kruszyn Kraiński, Murowaniec, Ciele i Zielonka ze zniesionej gminy Bydgoszcz w tymże powiecie. Dla gromady ustalono 25 członków gromadzkiej rady narodowej.
31 grudnia 1959 do gromady Białebłota włączono obszar zniesionej gromady Łochowo w tymże powiecie.
31 grudnia 1961 do gromady Białebłota włączono wsie Prądki i Przyłęki ze zniesionej gromady Brzoza w tymże powiecie; z gromady Białebłota wyłączono natomiast teren położony przy linii kolejowej Bydgoszcz–Inowrocław i obejmujący z karty mapy 14 obrębu Bydgoszcz-Las parcele oznaczone nr nr kat. 76/15, 84/16–87/16, 88/14–91/14, 93/14, 95/15, 96/14, 97/14, 98/15, 99/14, 100/14, 102/14–104/14, 106–0/16, włączając je do miasta (na prawach powiatu) Bydgoszczy w tymże województwie.
Gromada przetrwała do końca 1972 roku, czyli do kolejnej reformy gminnej. 1 stycznia 1973 w powiecie bydgoskim utworzono gminę Białe Błota.